# پرباله‌ماهی نیل
پرباله‌ماهی نیل (نام علمی: Polypterus bichir) نام یک گونه از سرده پرباله‌ماهی است.